# Nihon-koku genpō zen-aku ryōiki
Nihon-koku genpō zen-aku ryōiki (jap. 日本国現報善悪霊異記 Japońska księga o duchach i dziwach) – pochodzący z początku okresu Heian (822 r.), najstarszy w literaturze japońskiej zbiór krótkich opowiastek setsuwa (jap. 説話) autorstwa buddyjskiego mnicha o imieniu Keikai ze świątyni Yakushi-ji w Nara. 
W skrócie dzieło to nazywane jest Nihon-ryōiki (jap. 日本霊異記) lub Ryōiki (jap. 霊異記). Zbiór składa się z trzech tomów, które zawierają odpowiednio: 35, 42 i 39 opowieści. Każdy tom poprzedza wstęp, a ostatni z nich zakończony jest epilogiem. Całość napisana jest martwym już językiem o nazwie hentai-kanbun.
Opowieści zawarte w zbiorze pochodzą z ustnych przekazów ludowych, z japońskich kronik historycznych oraz chińskich zbiorów opowieści. Przez badaczy japońskiej kultury zbiór uznawany jest za cenne źródło informacji o wielu ważnych w historii Japonii postaciach, wierzeniach i obyczajach Japończyków.

## Tytuł zbioru
Dokładne przetłumaczenie tytułu tego dzieła jest trudne lub wręcz niemożliwe, gdyż jest to zestawienie ideogramów o wieloznacznym, buddyjskim charakterze. Można to jednak uczynić w następującej formie opisowej (przybliżonej i uproszczonej):
 "Zbiór przypowieści i opowiadań – odnoszących się do wydarzeń i sytuacji w Japonii – przekazujących informacje o świecie niezwykłych wydarzeń, z odległego świata duchów, obcego człowiekowi. Historie te mają na celu uprzedzić także, iż istnieje zapłata, która ujawnia się, i która zostanie przeżyta, w bieżącej egzystencji lub w następnych. Zapłata może mieć formę Zła lub Dobra." 